# Недобудовані радянські АЕС

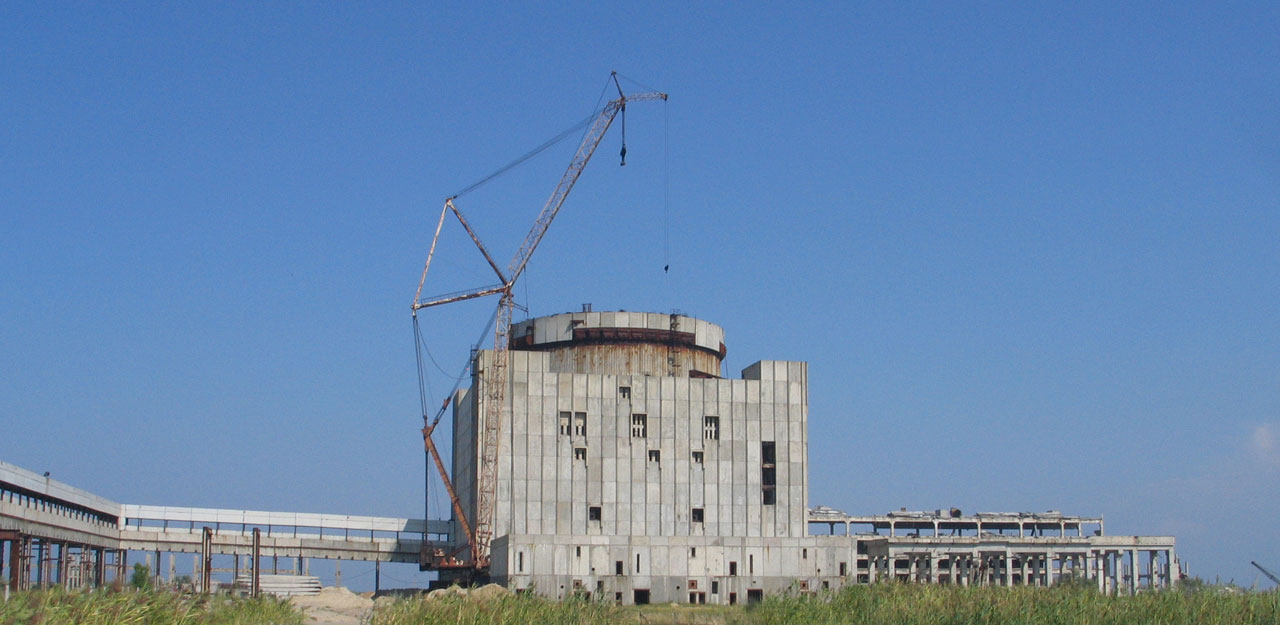
Недобудований перший енергоблок Кримської АЕС

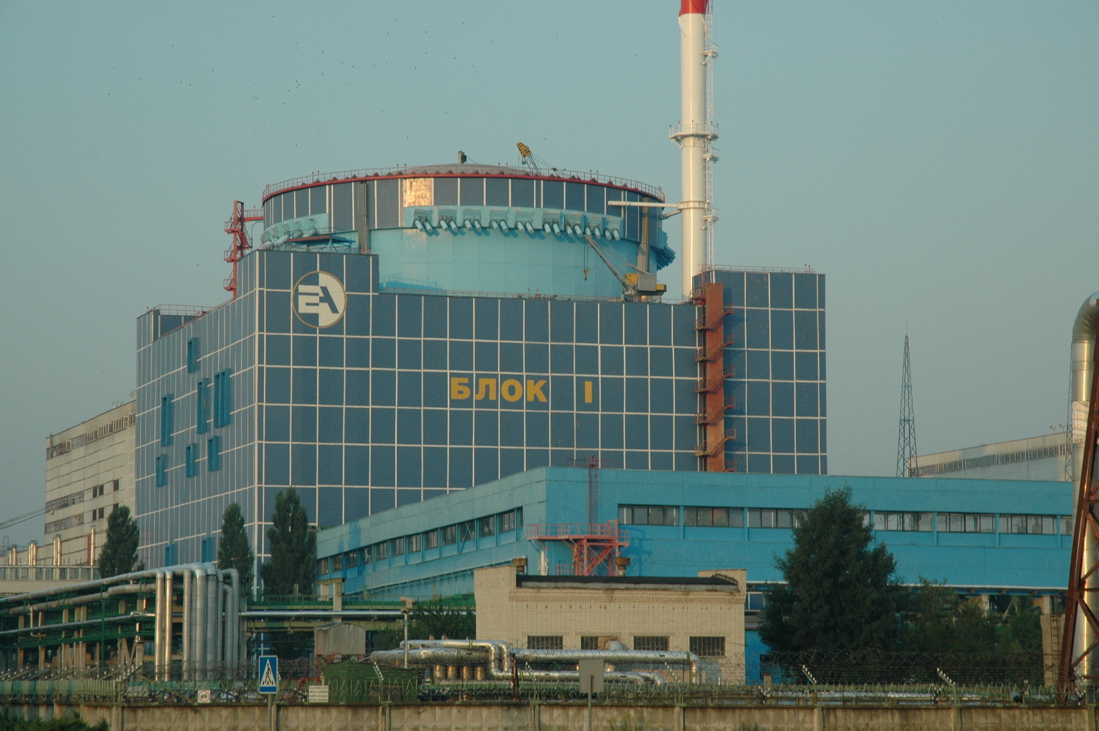
Перший енергоблок її діючого близнюка — Хмельницької АЕС (вид спереду зліва)

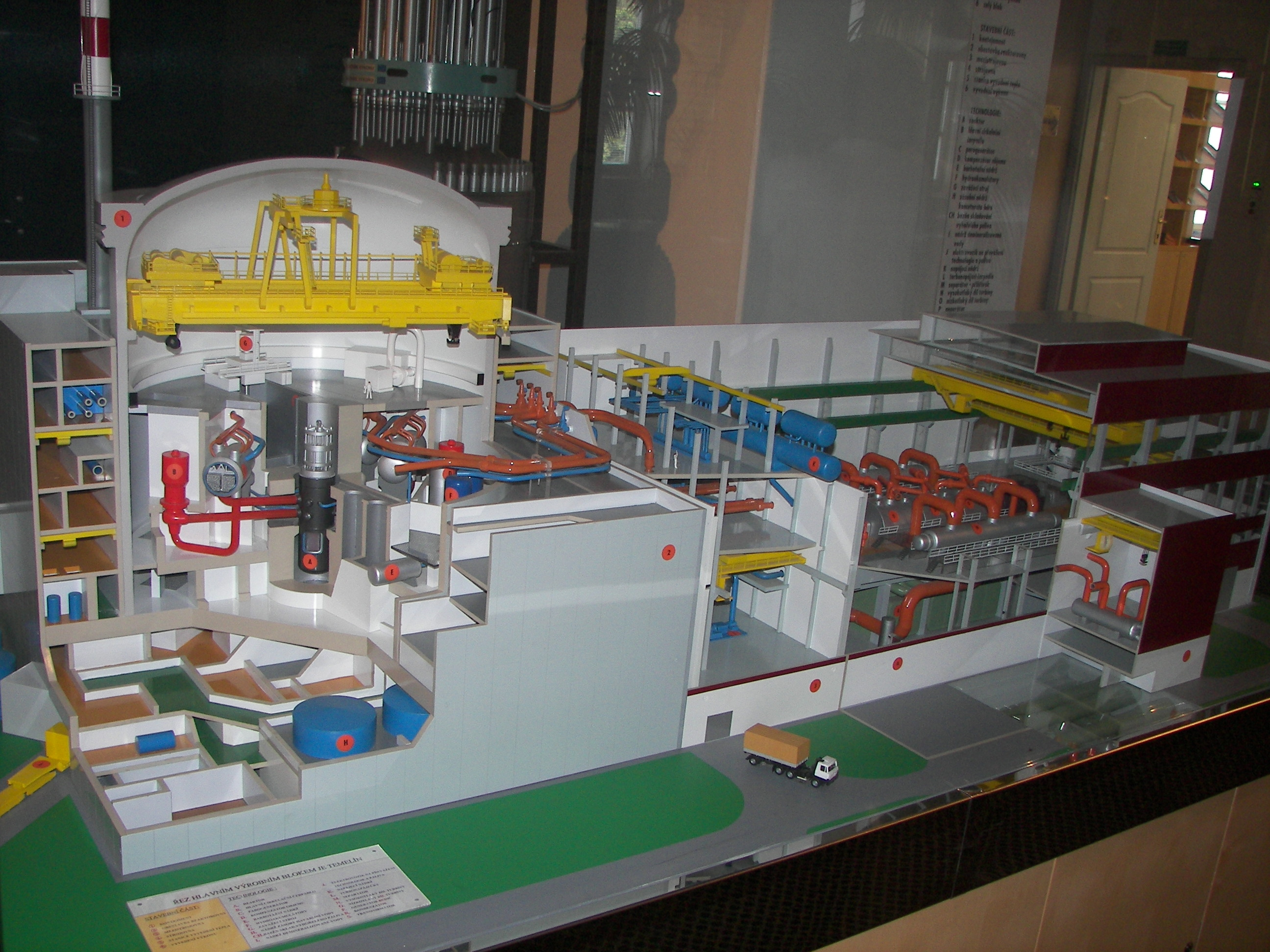
Модель моноблока з реактором ВВЕР-1000/320 в розрізі

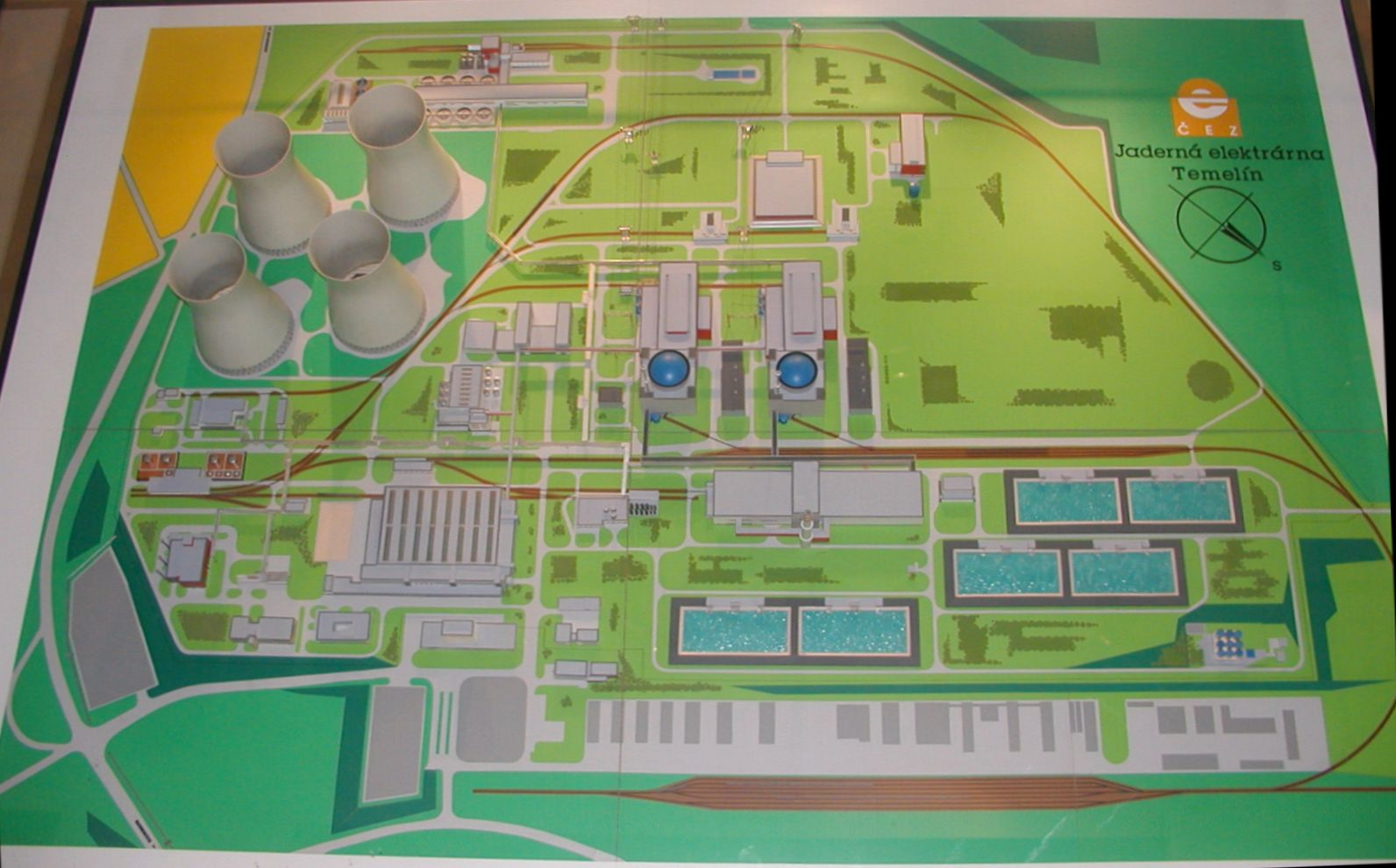
План АЕС Темелін — зведені два енергоблоки ВВЕР-1000, для охолодження застосовуються градирні

Недобудовані АЕС Радянського Союзу — атомні електричні станції, будівництво яких почалося на території СРСР чи за його межами за радянськими технологіями, але з різних причин не було завершено.
Цілеспрямований розвиток атомної енергетики в СРСР почався в 1960-х роках. Будівництво АЕС здійснювалося у відповідності з планом по введенню енергетичних потужностей, що стверджувало вище керівництво країни. До кінця 1980-х років відбулося різке згортання численних новобудов атомної енергетики. Також було зупинено будівництво міст-супутників для працівників запланованих АЕС. З 1980-х років пропонували і продовжують пропонувати проєкти будівництва АЕС на занедбаних майданчиках.

## Масове будівництво атомних електростанцій
У 1960-х роках у Радянському Союзі був проведений аналіз паливно-енергетичного балансу країни та окремих її регіонів. На підставі цього аналізу фахівці зробили висновок, що через 10-15 років Європейська частина СРСР, в якій базувалася значна частина промисловості, зіткнеться з браком енергоресурсів. Дефіцит електроенергії було вирішено компенсувати за рахунок розвитку та будівництва АЕС, яке на той момент вже тривало в ряді країн.
Розвиток атомної енергетики СРСР здійснювалося шляхом адаптації для генерації електроенергії ядерних установок, розроблених для військових цілей. Радянські АЕС будувалися на основі двох типів реакторів: установки з водно-водяними корпусними енергетичними ядерними реакторами ВВЕР і установки з графітовими канальними реакторами (РБМК). Інші напрямки реакторобудування широкого розвитку не отримали.
За типовим проєктом атомної електростанції потужністю 4 ГВт, що складається з 4 моноблочних енергоблоків з реакторами ВВЕР-1000, відпрацьованому на перших чергах будівництва Запорізької та Балаковської станцій, повинні були бути побудовані Ростовська, Кримська, Башкирська і Татарська АЕС. Відмінності їх полягають лише в обліку особливостей майданчика розміщення: напрямку передачі електроенергії, яку виробляють АЕС, води і віддаленості джерел водопостачання, наявності та розташування під'їзних шляхів та інших факторів. Будівництво усіх названих АЕС почалося в кінці 1970-х років із запланованим введенням в експлуатацію наприкінці 1980-х — початку 1990-х років. Щодо кожної з споруджуваних тоді АЕС можна навести слова з дорожнього щоденника М. Сизова, сказаних про Костромську АЕС:
|  | З усієї країни на початку 1980-х років з'їхалися люди на ударну комсомольську будівлю, в місто, навіть назву якого придумали на конкурсі. |

Масове будівництво АЕС загальмувалося після аварії на Чорнобильській АЕС у 1986 році. Однак навіть не це стало причиною зупинки ряду будівництв. Подібна за масштабами катастрофа 1957 року на хімкомбінаті «МАЯК» у Челябінській області не зупинила в свій час розвиток атомного сегмента економіки — набагато вагомішою виявилась несприятлива економічна ситуація, що зупинила зведення дорогих об'єктів енергетики.
Після аварії на Чорнобильській АЕС було ухвалено рішення про зупинку будівництва майже всіх енергоблоків на базі реакторів РБМК.
Найбільшу популярність серед недобудованих атомних електростанцій колишнього СРСР набула Кримська АЕС, почасти через розташування в курортному регіоні, почасти через високий ступінь готовності (і, відповідно, туристичної привабливості для сталкерів), а почасти через розташування поруч експериментальних сонячної і вітряної електростанцій. Станція п'ять років приймала музичний фестиваль Казантип, що отримав назву якраз по півострову, де розташована АЕС. Потім знімалася у безлічі фільмів, з яких найвідомішим став «Залюднений острів» Федора Бондарчука (фото станції у кадрі фільму).
Після окупації Криму Російською Федерацією знову актуальною стала проблема постачання світла на півострів. У березні 2015 року повернутися до ідеї побудови АЕС в Щолкіному запропонував член комітету Ради Федерації Росії з економічної політики Віктор Рогоцький: «Атомна енергетика сьогодні абсолютно надійна і застосовується в усьому світі. У вас (у Криму) є дві проблеми — енергетика і вода. Атомна електростанція зможе назавжди вирішити обидва ці завдання», — сказав російський сенатор.
Однак керівництво концерну «Росенергоатом» повідомило, що ідея Віктора Рогоцького безперспективна.
Заступник директора корпорації Павло Іпатов тоді зазначив, що в цьому випадку будувати новий об'єкт — це навіть вигідніше, ніж відновлювати старий і зруйнований.
| Назва станції          | Проєктна потужність | Тип реакторів                    | Рік початку будівництва | Рік зупинки будівництва | Місто-супутник       | Перспективи запуску АЕС |
| ---------------------- | ------------------- | -------------------------------- | ----------------------- | ----------------------- | -------------------- | ----------------------- |
| Башкирська АЕС         | 4000 МВт            | ВВЕР-1000                        | 1980                    | 1993                    | Агідель              | невизначені             |
| Костромська АЕС        | 3000—4600 МВт       | РБМКП-2400, РБМК-1500, ВВЕР-1200 | 1979                    | 1990                    | Чисті Бори           | не раніше 2035 року     |
| Кримська АЕС           | 4000 МВт            | ВВЕР-1000                        | 1975                    | 1989                    | Щолкіне              | ні                      |
| Мінська АТЕЦ           | 2000 МВт            | ВВЕР-1000                        | 1983                    | 1987                    | Дружний              | перебудована в ТЕЦ      |
| Одеська АТЕЦ           | 2000 МВт            | ВВЕР-1000                        | 1980                    | 1986                    | Теплодар             | можливо як ТЕЦ          |
| Ростовська АЕС         | 4000 МВт            | ВВЕР-1000                        | 1977                    | 1990                    | Волгодонськ          | запущена в 2001 році    |
| Татарська АЕС          | 4000 МВт            | ВВЕР-1000                        | 1980                    | 1990                    | Камські Поляни       | невизначені             |
| Харківська АТЕЦ        | 2000 МВт            | ВВЕР-1000                        | —                       | —                       | Борки                | ні                      |
| Південно-Уральська АЕС | 2400 МВт            | БН-800                           | 1982                    | 1993                    | Озьорськ або Метліно | ні                      |
| Воронезька АСТ         | 1000 МВт            | АСТ-500                          | 1983                    | 1990                    | Шилово               | ні                      |
| Горьковська АСТ        | 1000 МВт            | АСТ-500                          | 1982                    | 1993                    | ні                   | ні                      |

крім цього, було зупинено будівництво:
- Азербайджанської АЕС (у селищі Наваги[4]), Бакинська АТЕЦ[5]
- Архангельської АТЕЦ (згадуються два майданчики: 1-й за 10 км на схід від Архангельська, на східному березі річки Юрас[6], 2-й біля селища Рикасиха[7]),
- Волгоградської АТЕЦ,
- Грузинської АЕС,
- Далекосхідної АЕС (біля озера Еворон[8]),
- Іванівської АСТ,
- Краснодарської АЕС (у селищі Мостовський[9]),
- Чигиринської АЕС (спочатку ДРЕС).

Але їх зведення не вийшло за стадію підготовчих земляних робіт, тобто, на відміну від перерахованих вище об'єктів, вони залишилися лише на папері;
- Мінська АТЕЦ, що будувалась у 1983—1988 роках в підсумку була добудована як звичайна ТЕЦ (Мінська ТЕЦ-5), а селище енергетиків Дружний увійшло до складу смт Свіслоч.

На момент зупинки будівництва готовність першого енергоблоку Ростовської АЕС становила 95 %, Кримської АЕС — 80 %. На Костромській АЕС були зведені лише допоміжні об'єкти пускового комплексу, зведення реакторних і машинних відділень АЕС не починалося, тому проєкт був переглянутий спочатку під реакторні установки ВПБЕР-600 (модифікація ВВЕР-640, так і не запущені в серійне виробництво), а пізніше під ВВЕР-1000.
Н. Горєлов писав про будівництво Башкирської АЕС:
|  | Атомна станція — це не одна і не два будівлі, обгороджених парканом з «рабиці». Щоб її звести і експлуатувати, потрібне ціле місто. Підвищені вимоги до ядерної безпеки вимагають особливого ставлення до якості будівельних матеріалів і сильної концентрації ресурсів. Спецбетон, спецарматура, спецтруби — все має приставку, що позначає винятковість. Все повинно бути під рукою, і у великих кількостях, проводитися під невсипущим контролем, бажано прямо на місці. Одних автомобілів в парку більше 1200, а об'єктів — 120. Працювати на десятках квадратних кілометрів будівельно-монтажної бази і на самій станції повинні 14 тисяч осіб високої кваліфікації, що також мають приставку «спец». |

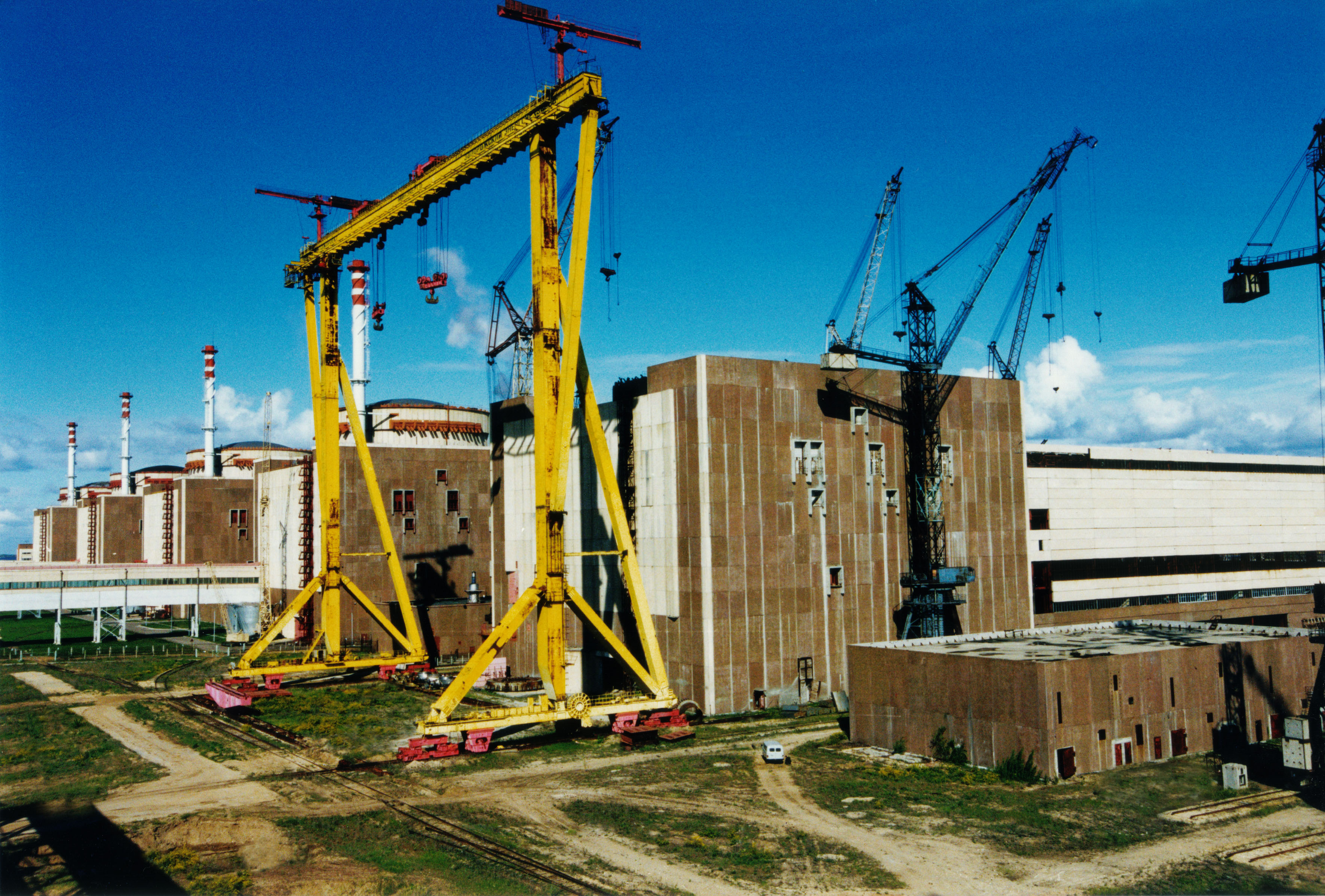
5-й і 6-й енергоблоки Балаковської АЕС, будівництво зупинено в 1992 році при 60 % і 15 % готовності

У багатьох випадках (Кримська, Башкирська, Татарська електростанції) офіційною причиною зупинки будівництва називалося знаходження майданчика АЕС на тектонічному розломі і небезпеки техногенної катастрофи в разі природних катаклізмів, таких як Кримського землетрусу 1927 року. Цьому доводу опонує Роберт Нігматулін, колишній депутат Держдуми РФ, академік РАН, голова Вищої екологічної ради Росії: «Я в таких випадках згадую Спітакську трагедію, тоді епіцентр землетрусу був на місці, де знаходиться Вірменська АЕС. І атомна станція прекрасно все винесла — ні тріщинки.» Більш пізні експертизи, проведені в тому числі і Академією наук СРСР підтверджували, що по тектонічних сейсмічних умовах майданчики АЕС відповідають нормативним документам. Крім того, на момент зупинки будівництва більшості з перерахованих АЕС роботи по зведенню реакторних відділень знаходилися на початковій стадії, що дозволяло при необхідності внести корективи з урахуванням більш високих вимог по сейсмостійкості АЕС. Більш того, реактори ВВЕР-1000 розраховані на сейсмічний вплив при проєктному землетрусі з магнітудою 7 балів за шкалою Ріхтера. Втім, навіть Запорізька АЕС, що повністю відповідає вимогам МАГАТЕ, оснащена реакторами ВВЕР-1000, в документах другої половини 1980-х років також згадувалася серед небезпечних, через розташування на ділянці, що піддається карстовим явищам та зсувам.
Будівництво деяких АЕС тривало, незважаючи на виниклі труднощі. Так зведення Хмельницької АЕС було розпочато в 1981 році. Перший енергоблок було зведено в 1987, а другий енергоблок, закладений в 1983 році, запущений тільки в 2004 році, а інші два блоки будуються досі. Перспективи їх завершення не ясні. Пропонувалася ідея зведення на їх місці енергоблоків на базі китайських реакторів.
Аналогічно склалася доля Ростовської АЕС, будівництво якої було розпочато в 1981 році. Навіть перший блок станції не був добудований. В 1990 році, обласна Рада народних депутатів під потужним тиском громадськості ухвалила рішення про «неприпустимість будівництва АЕС на території Ростовської області на сучасному етапі». Це сталося в той момент, коли будівельна готовність першого енергоблоку становила 95 %, другого — 47 %. Роботи відновилися тільки в 2000 році, 1-й блок був запущений в 2001 році, другий у 2010 році, третій — в 2015 році.

## Припинення будівництва
Наприкінці 1980-х рр. постановами Ради Міністрів СРСР були припинені будівництва АЕС. У 1990 р. Верховна Рада України оголосила загальний мораторій на будівництво нових АЕС в Українській РСР. Так була зупинена низка проєктів: Чигиринська, Кримська, Одеська та Харківська АЕС, а також зведення декількох енергоблоків Хмельницької та Рівненської АЕС. 
У 1993 році мораторій було скасовано. Вдалося відновити будівництво енергоблоку № 4 на Рівненській АЕС та енергоблоку №2  на Хмельницькій АЕС. У 2004 році вони обидва були введені в експлуатацію.

## Проєкти відновлення будівництва
У 2005 році про ідею відновити проєкт Чигиринської АЕС заявив міністр палива та енергетики України Іван Плачков. 
У 2021 році «Енергоатом» підписав меморандум про будівництво п'яти енергоблоків АЕС в Україні разом з Westinghouse. У 2022 році ці компанії підписали контракт на розробку оновленого техніко-економічного обґрунтування будівництва двох блоків AP-1000 на Хмельницькій АЕС. Трохи згодом, у 2022 році в уряді знову повідомили про ідею добудувати Чигиринську АЕС. Зокрема, в Чигиринській міській раді відбулася перша робоча зустріч із представниками «Енергоатома». За інформацією "Енергоатому" станом на серпень 2024 року будівництво нової АЕС відбуватиметься в межах енергетичної стратегії України на період до 2050 року.
У лютому 2025 році депутати Верховної Ради України проголосували в цілому за дозвіл "Енергоатому" купити необхідне обладнання в Болгарії і про початок робіт із добудови двох атомних блоків на Хмельницькій АЕС. У свою чергу парламент Болгарії дав дозвіл проводити перемовини з продажу цього обладнання за не менше як 600 млн євро.

## Міста-супутники

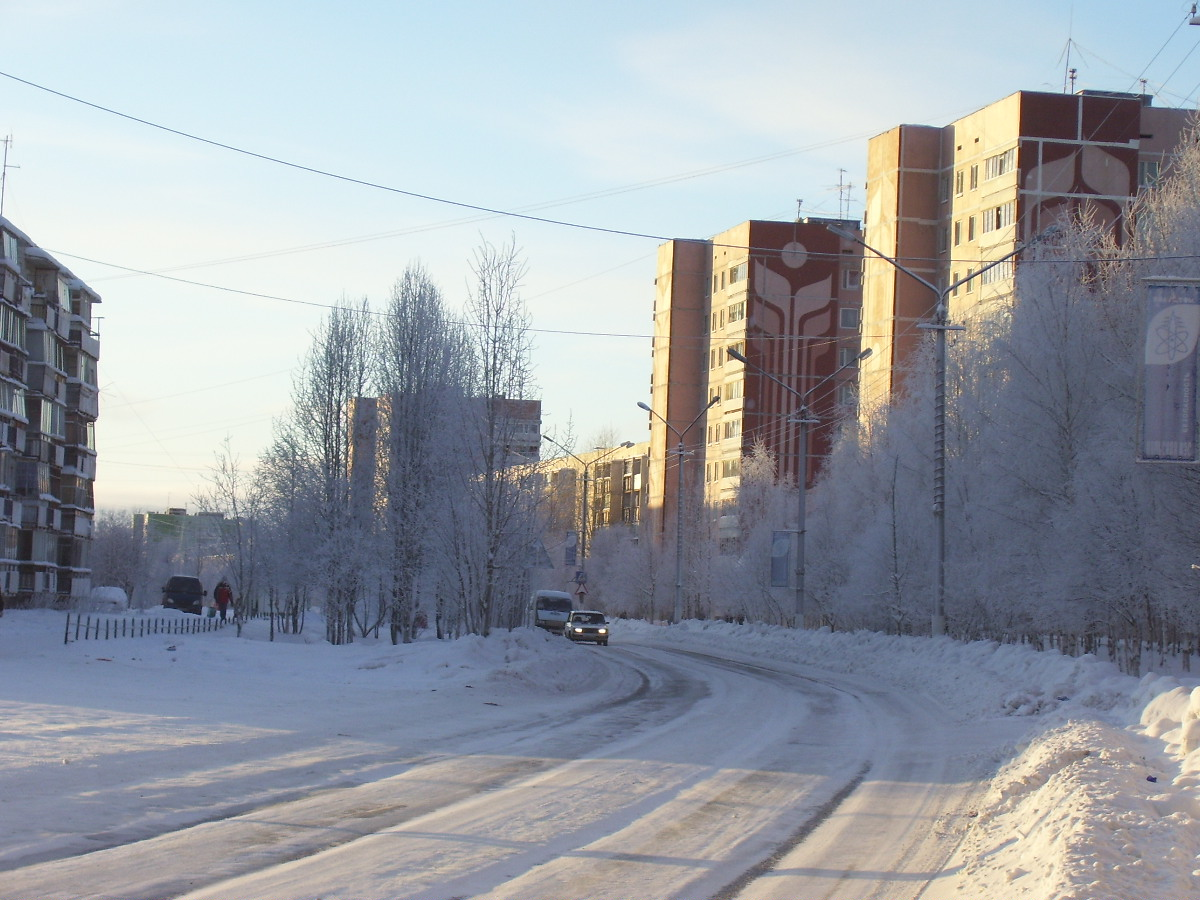
Місто атомників Полярні Зорі
Будинки в правій частині кадру, так звані «свічки» (якщо стоять поодинці) або «гармошки» (якщо зістиковано стіна до стіни) — типові для багатьох міст-супутників АЕС (проєкт 121-60-25, 36 квартир)

Технологія будівництва АЕС передбачає декілька етапів, з яких зведення безпосередньо станції виявляється заключним етапом. Враховуючи величезні обсяги робіт (тільки на фундаментну плиту одного енергоблоку йде більше будматеріалів, ніж на декілька багатоповерхових житлових будинків), необхідно початкове зведення будівельної бази, ділянок автомобільних доріг і залізниць, насосно-фільтрувальної станції, водогонів і каналізаційних споруд, пуско резервній котельні та інших об'єктів. Тому спочатку йде зведення містечка будівельників, яке по мірі зведення і введення в експлуатацію станції, стане містечком енергетиків.
Проєктування міста з «чистого аркуша» дозволяло уникнути багатьох містобудівних проблем — міста-супутники отримали широкі просторі вулиці, зручні транспортні розв'язки, вдале розташування по розі вітрів, розподіл житлових і паркових зон. І.Іванов так описує у своїх подорожніх нотатках селище Чисті Бори — типове містечко атомників:
|  | Уявіть: чудовий сосновий ліс, тінисте шосе — раптово лісові велетні відступають в сторони і вперед видаються міські багатоповерхівки — багато будинків, і без будь-якого переходу — ніяких там бараків, традиційних складів і брудної промзони в якості прелюдії до власне житлових кварталів. Таке собі місто майбутнього — екологічне та з усіма зручностями, — вийшов з під'їзду і прямо до лісу потрапляєш. |

Типове місто-супутник АЕС розраховане на 35-40 тисяч жителів. Житловий масив із сучасних багатоповерхових будинків — класичний приклад пізнього соціалістичного стилю міської забудови. Характерна риса, особливо помітна на картах та аеросвітлинах — пряме, як стріла, шосе довжиною 3-5 км від містечка енергетиків до самої станції.
| Назва міста    | Статус | Дата заснування | Населення | АЕС             | Стан будівництва                        | Країна   |
| -------------- | ------ | --------------- | --------- | --------------- | --------------------------------------- | -------- |
| Агідель        | місто  | 1980            | 15 900    | Башкирська АЕС  | зупинено                                | Росія    |
| Чисті Бори     | селище | 1979            | 4 900     | Костромська АЕС | зупинено                                | Росія    |
| Щолкіне        | місто  | 1978            | 11 200    | Кримська АЕС    | зупинено                                | Україна  |
| Дружний        | смт    | 1985            | 9 000     | Мінська АТЕЦ    | добудована як ТЕЦ                       | Білорусь |
| Теплодар       | Місто  | 1981            | 10 000    | Одеська АТЕЦ    | зупинено                                | Україна  |
| Камські Поляни | смт    | 1981            | 14 800    | Татарська АЕС   | зупинено                                | Росія    |
| Бірки          | смт    | 1983            | 700       | Харківська АТЕЦ | побудовані гуртожитки для будівельників | Україна  |
| Орбіта         | смт    | 1977            | 100       | Чигиринська АЕС | зупинено                                | Україна  |

## Недобудовані радянські АЕС за кордоном
У 1970-х — на початку 1980-х років виробничими об'єднаннями «Атоменергоекспорт» і «Зовнішатоменергобуд» (у 1998 році були об'єднані в «Атомстройекспорт») велося будівництво атомних електростанцій і ядерних науково-дослідних центрів в рамках міжурядових угод з надання технічного сприяння країнам Східної Європи та інших держав з розвитку атомної енергетики. За кордоном (у Фінляндії, а також країнах соцтабору) було зведено близько тридцяти енергоблоків АЕС, проте економічні труднощі кінця 1980-х років та розпад СРСР, що почався за нею, серйозно загальмували, а часто і повністю зупинили завершення будівництва цих АЕС.
| Назва станції    | Країна         | Тип реакторів | Кількість реакторів | Проєктна потужність | Рік початку будівництва | Рік зупинки будівництва | Перспективи запуску АЕС                                                               |
| ---------------- | -------------- | ------------- | ------------------- | ------------------- | ----------------------- | ----------------------- | ------------------------------------------------------------------------------------- |
| АЕС Белене       | Болгарія       | ВВЕР-1000     | 2                   | 2000 МВт            | 1987                    | 1990                    | у 2005 році будівництво планувалося відновити, в 2012 від цього остаточно відмовилися |
| АЕС Варта        | Польща         | ВВЕР-1000     | 4                   | 4000 МВт            | —                       | —                       | проєкт скасовано                                                                      |
| АЕС Жарновець    | Польща         | ВВЕР-440      | 4                   | 1760 МВт            | 1983                    | 1990                    | будівництво зупинено                                                                  |
| АЕС Темелін      | Чехія          | ВВЕР-1000     | 4                   | 4000 МВт            | 1981                    | 1990                    | запущена у 2002 році                                                                  |
| АЕС Сінпхо       | Північна Корея | ВВЕР-440      | 4                   | 1760 МВт            | 1987                    | 1991                    | ведеться демонтаж станції                                                             |
| АЕС Сірт         | Лівія          | ВВЕР-440      | 2                   | 880 МВт             | —                       | —                       | роботи припинені у 1984 році на стадії розробки проєкту через розбіжності сторін      |
| АЕС Юрагуа       | Куба           | ВВЕР-440      | 4                   | 1760 МВт            | 1983                    | 1992                    | будівництво зупинено                                                                  |
| Штендальська АЕС | НДР            | ВВЕР-1000     | 4                   | 4000 МВт            | 1982                    | 1991                    | ведеться демонтаж станції                                                             |